# Ново-Паничарево
Но́во-Панича́рево (болг. Ново Паничарево) — село в Бургаській області Болгарії. Входить до складу громади Приморсько.

## Населення
За даними перепису населення 2011 року у селі проживали 765 осіб.
Національний склад населення села:
| Національність   | Кількість осіб | Відсоток |
| ---------------- | -------------- | -------- |
| болгари          | 391            | 55,2%    |
| цигани           | 297            | 41,9%    |
| турки            | 8              | 1,1%     |
| інша             | 5              | 0,7%     |
| не визначились   | 7              | 1,0%     |
| Всього відповіли | 708            |          |

Розподіл населення за віком у 2011 році:
Динаміка населення: